# Вишняк, Александр Иванович
Алекса́ндр Ива́нович Вишня́к (укр. Олександр Іванович Вишняк; 30 июня 1956, с. Мотовиловская Слободка, Фастовский район, Киевская область, УССР, СССР — 15 сентября 2019, Киев, Украина) — советский и украинский социолог. Кандидат философских наук, доктор социологических наук, заведующий отделом социально-политических процессов Института социологии НАН Украины, руководитель социологической службы Ukrainian Sociology Service.

## Биография
В 1978 году окончил Киевский государственный университет имени Тараса Шевченко.
В 1981—1990 годах работал в Институте философии АН УССР.
В 1982 году в Институте философии АН УССР защитил диссертацию на соискание учёной степени кандидата философских наук по теме «Взаимосвязь трудового потенциала личности и системы её потребностей».
С 1991 года — научный сотрудник, а с 2001 года — ведущий научный сотрудник Института социологии НАН Украины. В настоящее время — заведующий отделом социально-политических процессов Института социологии НАН Украины.
В 1994 году во время президентских выборов выступал в качестве руководителя социологической службы кандидата в президенты Л. Д. Кучмы, а на президентских выборах 1999 года возглавлял социологическую службу предвыборного штаба  А. А. Мороза.
В 2000—2001 годах — директор Высшей школы социологии при Институте социологии НАН Украины.
В 2000—2002 годах — член Общественного совета экспертов по внутриполитическим вопросам при Президенте Украины.
23 февраля 2001 года в Институте социологии НАН Украины защитил диссертацию на соискание учёной степени доктора социологических наук по теме «Электоральная социология: история, теории, методы» (по специальности 22.00.01 — теория и история социологии)..
В 2001 — 2004 годах — член правления Ассоциации политологов Украины.
В 2001 году читал курс лекций по электоральной социологии в Высшей школе социологии при Институте социологии НАН Украины и курсы «Электоральная социология» и «Социология общественной мысли» в Киевском национальном университете культуры и искусств. В 2004—2005 годах читал курсы лекций «Электоральная социология» и «Социология общественной мысли» в Национальном авиационном университете.
В 2002 году — член Общественного совета при Национальной телекомпании Украины.
В 2003—2005 годах — член Экспертного совета ВАК Украины по философским, политологическим и социологическим наукам.
В 2003–2005 годах — член Специализированного учёного совета по защите диссертаций по социологических наукам при Киевском национальном университете имени Тараса Шевченко.
В 2004–2005 годах — профессор кафедры социологии Национального авиационного университета.
В 2004–2005 годах — член Общественного совета при Главном управлении государственной службы Украины.

## Научные труды

### Монографии
на украинском языке
- Вишняк О. I. Електоральна соціологія: історія, теорії, методи. — К.: Інститут соціології НАНУ, Віпол, 2000. — 309 с.
- Амджадін Л. М., Вишняк О. І., Привалов Ю. О. Політична та фінансова роль бизнесу в парламентських виборах в Україні 2002 року : спроба соціального діалогу. — К.: Стилос, 2003. — 184 с.
- Вишняк О. І. Соціокультурна динаміка політичних регіонів України. Соціологічний моніторинг: 1994—2006. — К.: Інститут соціології НАНУ, 2006. — 203 с.
- Вишняк О. І. Мовна ситуація та статус мов в Україні: динаміка, проблеми, перспективи (соціологічний аналіз). — К.: ІС НАНУ, 2009. — 176 с.

на других языках
- Вишняк А. И. Социально-профессиональные ориентации молодежи : Тенденции, проблемы, пути формирования / [Подгот. Вишняк А. И., Цыганков В. Л., Чурилов Н. Н.]; Н.-и. центр молодёж. пробл. ЦК ЛКСМ Украины и Президиума АН УССР, фил. НИЦ ВКШ при ЦК ВЛКСМ. — К.: Б. и., 1986. — 39 с.
- Вишняк А. И. Личности: соотношение трудового потенциала и системы потребностей: (социологический анализ) / АН УССР, Ин-т философии. — К.: Наукова думка, 1986. — 108 с. 2200 экз.
- Вишняк А. И., Чурилов Н. Н. Веление времени: система подготовки молодёжи к труду в условиях перестройки. — К.: Молодь, 1987. — 110 с. 7000 экз.
- Вишняк А. И., Тарасенко В. И. Культура молодёжного досуга. — К.: Выща школа, 1988. — 71 с. (Твой досуг — твоё богатство). 10000 экз.
- Социальный облик молодёжи : (На материалах УССР) / [А. И. Вишняк, Н. Н. Чурилов, С. А. Макеев и др.; Отв. ред. А. И. Вишняк, Н. Н. Чурилов]; АН УССР, Ин-т философии. — К.: Наукова думка, 1990. — 214 с. ISBN 5-12-001382-1

### Статьи
на украинском языке
- Вишняк О. І. Динаміка ідеологічних орієнтацій і електоральна поведінка населення України (1994—2000 рр.) // Українське суспільство моніторинг — 2000 р. Інформаційно-аналітичні матеріали. — К.: ІС НАНУ, 2000. — С.129-135
- Вишняк О. І. Електоральна соціологія: предмет і функції // Соціологічна наука і освіта в Україні. — Вип.1. — К.: МАУП, 2000. — С. 117—119
- Вишняк О. І., Шевель І. П. Соціологічне забезпечення виборчих кампаній в країнах Заходу (20-60-ті роки) // Мультиверсум. — Вип.10. — 2000. — С. 56-71
- Ручка А. О., Вишняк О. І., Бекешкіна І.Е. Особливості суспільно-політичної ситуації в Україні 2000 р. // Українське суспільство моніторинг — 2000 р. Інформаційно-аналітичні матеріали. — К.: ІС НАНУ, 2000. — С. 81-95
- Вишняк О. I. Динаміка ідеологічних орієнтацій і електоральної поведінки населення України // Розбудова держави. — 2000. — № 7-12. — С. 30-34
- Вишняк О. І. Електоральна поведінка: динаміка та усталеність // Українське суспільство: десять років незалежності (соціологічний моніторинг та коментар науковців). — К.: ІС НАНУ, 2001. — С. 216—226
- Вишняк О. Наша столиця — погляд у майбутнє. Виступ на Круглому столі Інституту Кеннана // Наша столиця — погляд у майбутнє. Матеріали Круглого столу (м. Київ, 25 грудня 2000 р.) — Інститут Кеннана, Київський проект. — К.: ІС НАНУ, Інститут Кеннана, 2000. — С. 48-49
- Пилипенко В., Вишняк О., Мімандусова Г. Чорнобильська катастрофа: проблеми соціального захисту потерпілого населення // Постчорнобильський соціум: 15 років аварії. — К.: ІС НАНУ, 2000. — С. 220—236.
- Вишняк О. І. Вибори 2002: моніторинг рейтингів політичних партій та блоків і прогнози результатів голосування // Україна — 2002. Моніторинг соціальних змін. — К.: ІС НАНУ, 2002. — С. 271—287.
- Вишняк О. І. Вибори — 2002 в столиці: динаміка рейтингів, прогнози та результати голосування // Вибори — 2002 в оцінках громадян та експертів. — К.: Фонд «Демократичні ініціативи», 2002. — С. 46-54.
- Вишняк О. І. Вибори як інститут демократії. Виборчі системи. Виборчий процес: чинники та критерії демократичності // Основи демократії. Навчальний посібник. — К.: Ай Бі, 2002. — С. 349—366.
- Вишняк О. І. Динаміка ідеологічних ідентифікацій та електоральна поведінка // Соціокультурні ідентичності та практики. — К., ІС НАНУ, 2002. — С. 247—258.
- Вишняк О. І. Влада і опозиція: інституціональні аспекти взаємодії // Влада і опозиція: технології взаємодії. Матеріали круглого стола 5 листопада 2002 р. — К.: Європейський інститут політичної культури, 2002. — С. 18-20
- Вишняк О. І. Виборчі технології і електоральні перспективи парламентських виборів 2002 року // Корупція і боротьба за нею. Вибори 2002 року в Україні: перемога криміналітету чи демократичних сил? Міжвідомчий науковий збірник. — Т. 27. — К., 2002. — С. 92-93.
- Вишняк О. І. Вибори — 2002 в оцінках експертів. Виступ на круглому столі. — К.: Демократичні ініціативи, 2002. — С. 89-93.
- Вишняк О. І. Електоральна соціологія // Спеціальні та галузеві соціології: Навчальний посібник. — К.: Каравела, 2003. — С. 187—219.
- Вишняк О. І. Імідж політичних партій та блоків: підходи та результати досліджень // Політичний портрет України. — 2003. — № 26. — С. 39-45.
- Вишняк О. І. Публічні опінії проти аттитюдів: технологія та результати досліджень // Проблеми розвитку соціологічної теорії. Трансформація соціальних інститутів та інституціональної структури суспільства: наукові доповіді і повідомлення ІІІ Всеукраїнської соціологічної конференції / САУ, ІС НАНУ. За ред. М. О. Шульги, В. М. Ворони. — К.: САУ, ІС НАНУ, 2003. — С. 165—170.
- Вишняк О. І. Технологія та результати дослідження громадської думки // Політичний менеджмент. — 2003. — № 1. — С. 68-73.
- Вишняк О. І. Типи коммунікації та їх соціокультурні наслідки // Українське суспільство — 2003. Соціологічний моніторинг. — К.: ІС НАНУ, 2003. — С. 452—460.
- Вишняк О. І., Небоженко В. Європейський вибір України: населення, громадськість, партії // Політичний портрет України — 2003. — № 27-28. — С. 42-48.
- Вишняк О. І. Динаміка структури електорального поля України // Українське суспільство 1994—2004. Моніторинг соціальних змін. — К.: ІС НАНУ, 2004. — С. 263—273.
- Вишняк О. І. Партії в політичній системі України: соціологічний вимір. — lovek a spolo noc . — http:// www.saske.sk/cas/2-2004/ index.html. — 2004. — Ro nik 7. — islo 2.
- Вишняк О. І. Ретроспективні та перспективні іміджі потенційних кандидатів у Президенти України 2004 року // Політичний портрет України. — 2004. — № 29. — С. 84-92.
- Вишняк О. І., Козловський О. Р. Рівні релігійності та конфесійна структура населення України // Проблеми розвитку соціологічної теорії. Соціальні процеси в Україні. — Вип. 4. — К.: САУ, ІС НАНУ, 2004. — С. 372—376.
- Вишняк О. І. Партії в політичній системі України: соціологічний вимір. // Вища освіта України. — 2004. — № 2. — С. 25-29.
- Вишняк О. І. Динаміка ставлення громадян України до партійних систем // Українське суспільство 1992—2009. Динаміка соціальних змін; за ред. В. Ворони, М. Шульги. — К.: ІС НАНУ, 2009. — С. 379—389.
- Вишняк О. І. Вимірювання рейтингів у електоральних дослідженнях // Українське суспільство 1992—2012. Стан та динаміка змін. Соціологічний моніторинг / За ред. д.ек.н. В.Ворони, д.соц.н. М.Шульги. — К.: ІС НАН України, 2012. — С.41-58.
- Вишняк О. І. Дослідження історичної свідомості та національної пам’яті в українській соціології, підсумки та пріоритети (Аналітична доповідь)
- Вишняк О. І. Етнорелігійна ситуація в України: соціологічний аналіз (1994—2010 рр.)
- Вишняк О. І. Соціологічний аналіз ставлення громадян України до історичних постатей / Національна та історична пам’ять Зб. наукових праць. — К.: НВЦ «Пріоритет», 2012. — С.168-177.
- Вишняк О. І. Ставлення громадян до унітарно-федеративного устрою України. // Українське суспільство 1992—2012. Стан та динаміка змін. Соціологічний моніторинг / За ред. д.ек.н. В. Ворони, д.соц.н. М. Шульги. — К.: ІС НАН України, 2012. — С.97-105.
- Вишняк О. І. Соціологи на виборах 2012: старі проблеми в нових реаліях // Українське суспільство 1992—2013. Стан та динаміка змін. Соціологічний моніторинг / За ред. д. ек. н. В. Ворони, д. соц. н. М. Шульги. — К.: Інститут соціології НАН України, 2013. — С. 44-58.
- Вишняк О. І. Динаміка потенційного та реального електорату України на парламент-ських та президентських виборах: 1994—2012 // Українське суспільство 1992—2013. Стан та динаміка змін. Соціологічний моніторинг / За ред. д. ек. н. В. Ворони, д. соц. н. М. Шульги. — К.: Інститут соціології НАН України, 2013. — С. 23-43.
- Вишняк О. І. Історичні події в оцінках масової свідомості громадян України (соціоло-гічний аналіз) / О.Вишняк // Національна пам’ять. Зб. наук. праць. Вип. 6. — К.: НВУ «Пріоритети», 2013. — С. 32-40.
- Вишняк О. І. Тенденції змін рейтингів політичних партій та блоків під час передвиборчих кампаній до Верховної Ради України в 2002—2012 роках (на основі моніторингових передвиборчих опитувань) // Українське суспільство 1992—2014. Стан та динаміка змін. Соціологічний моніторинг / За ред. д.ек.н. В. Ворони, д.соц.н. М. Шульги. — К.: ІС НАН України, 2014. — С. 95-104.
- Вишняк О. І. Динаміка структури електорального поля України на президентських та парламентських виборах (1994—2012) // Українське суспільство 1992—2014. Стан та динаміка змін. Соціологічний моніторинг / За ред. д.ек.н. В. Ворони, д.соц.н. М. Шульги. — К.: ІС НАН України, 2014. — С.228-249.

на других языках
- Вишняк А. И. Средний класс в Украине: мифы и реальность // dialogs.org.ua/ru/material/full/2/ — 2003. — 2003. — 16 жовтня.
- Вишняк А. И. Социальное восприятие гражданами Украины и России друг друга // https://web.archive.org/web/20111223033048/http://dialogs.org.ua/ru/material/full/2/597. - 2004. — 5 февраля.
- Вишняк А. И. Измерение уровня демократии: наука и международная практика // dialogs.org.ua/ru/material/full/2/863. — 2004. — 30 марта.
- Вишняк А. Чего ждут граждане от будущего Президента Украины? // https://web.archive.org/web/20041224081809/http://dialogs.org.ua/ru/material/full/2/2026. - 2004. — 3 ноября
- Вишняк А. И. Доверие политическим институтам: понятие, показатели, динамика изменений (1994—2013) // Общество без доверия / Под ред. Е. И. Головахи, С. А. Макеева, Н. В. Костенко. — Институт социологии НАН Украины, 2014.
- Vishniak O. I The Maidan and Post-Maidan Ukraine: Public Attitudes in Regional Dimensions // Ukraine after Euromaidan: Challenges and Hopes / V. Stepanenko, Y.Pylaynskyi, eds. / Bern: Peter Lang, 2014, p. 171—181.

### Доклады
- Виборчі технології і електоральні перспективи парламентських виборів 2002 р. листопад 2001 р. // Конференції "Політична ситуація напередодні виборів 2002 р. (Інститут вищої освіти АПН України, листопад 2001 р.).
- Влада і опозиція: інституціональні аспекти взаємодії // Круглії стол "Влада і опозиція: технології взаємодії (5 листопада 2002 р., Європейський інститут політичної культури).
- Публічні опінії проти аттитюдів: технології та результати досліджень // ІІІ Всеукраїнський соціологічний конференції "Трансформація соціальних інститутів та соціальної структури суспільства, (квітень 2003 р.). Інститут соціології НАНУ.
- Рівні релігійності та конфесійна структура населення України // IV Всеукраїнській конференції «Соціальні процеси в Україні» (травень 2004 р.). Інститут соціології НАНУ.
- Електоральна соціологія: предмет та функції // Всеукраїнській науково-практичній конференції «Соціологічна наука і соціологічна освіта в Україні: шляхи становлення і тенденції розвитку» (травень 2000 р.) Міжрегіональна академія управління персоналом, м. Київ
- Соціологія і політика: проблеми взаємодії // Круглії стол «Наукові знання та влада: суперечливі взаємовідносини соціологічних досліджень та політичної практики» (17 березня 2005, Інститут соціології НАНУ)
- Політична реформа і партійна структурація в Україні // Круглії стол «Партії в Україні та реформи виборчого законодавства» (жовтень, 2002, Фонд «Демократичні ініціативи»
- Рейтинги кандидатів та можливі стратегії виборів // Круглії стол «Громадська думка населення України» (березень 2004 р.) () (Фонд «Демократичні ініціативи», 26 березня 2004 р.).

## Публицистика
- Вишняк О. І. Леонід Кучма: формула повторного успіху // Президент — 2000. — № 3. — С. 5-19.
- Вишняк О. І. ЗМІ на порозі третього тисячоліття // Урядовий кур’єр. — 2000. — 30 грудня.
- Вишняк О. І. Мало володіти ЗМІ, треба вміти ще ними користуватись // Україна молода[укр.]. — 2001. — 19 липня
- Вишняк О. І. Справа Гонгадзе та її політичні наслідки // Політика і культура. — 2001. — № 13. — С. 30.
- Вишняк О. І. Яка більшість нам потрібна? // Демократична Україна. — 2001. — 9 лютого.
- Вишняк А. И. Определённый выбор. Вполне определённый // Компаньон. — 2001. — № 45
- Вишняк А. И. Три системы — три образа кампании // Зеркало недели. — 2001 — № 27.
- Вишняк А. И., Небоженко В. Социологические прогнозы: мифы и реальность // Еженедельник 2000. — 2002. — 19 апреля.
- Вишняк А. И. Недоученные уроки // Компаньон. — 2002. — № 6. — С. 6-9.
- Вишняк О. І. НАТО: поки народ думає, громадськість вже визначилась // Камуфляж. — 2003. — № 4. — С. 7.
- Вишняк А. И. Всё возвращается на круги своя // Деловая неделя. — 2004. — № 30-31.
- Вишняк А. И. Прогноз виборов Президента: нюансы важнее всего // Деловая неделя. — 2004. — № 40. — С. 1, 3
- Вишняк А. И. Успешное государство без единой нации // Русский журнал. — 2004. — 21 июля